# Брач
Вижте пояснителната страница за други значения на Брач.
Брач (на хърватски: Brač; на италиански: Brazza; на латински: Brattia) е третият по големина хърватски остров в Адриатическо море, разположен в южната част на Далматинските острови.

## Общи сведения
Площта му е 394,57 km², дължина от запад на изток – 40 km, широчина до 12 km. Брегова му линия е 175.1 km. Остров Брач е трети и по население, след Крък и Корчула. На Брач се намира най-високият връх на Далматинските острови – Видова гора (780 m). На север Брачкия проток го отделя от континента, на юг Хварския проток – от остров Хвар, а на запад тесен (770 m) проток – от по-малкия остров Шолта. Бреговата му линия е силно разчленена от множество малки заливчета и дълги и тесни полуостровчета между тях. Релефът на острова представлява варовиков хребет с височина до 780 m (връх Видова гора), стръмно спускащ се на юг към морето. Северните му склонове са полегати и терасирани. Широко разпространение имат карстовите форми на релефа. Преобладават вечнозелените средиземноморски гори и храсти. По ниските части на склоновете и в долините се отглеждат лозя и маслини. Основните селища са Супетар и Пучишче на северния, Милна на западния и Бол на южния бряг.
Остров Брач е заселен още в неолита. През 4 век пр.н.е. е колонизиран от Древна Гърция, а през 3 век пр.н.е. става владение на Римската република. През 8 век е населен от неретляните и става част от Пагания, след което дълго време е под контрола на хърватските князе на Сплит и Омиш (вторите са от известния род Качичи). През 13 век е под властта на короната на Свети Стефан, а от 15 век (1420 г.) преминава под юрисдикцията на венецианската република. В края на 18 век, след кратко немско и френско владение, преминава под властта на Австрийската империя от 1815 г., като през 1807 г. край острова се крайцерова ескадрата на адмирал Фьодор Ушаков. През 20 век е обект на известния спор за Далмация.